# Kabulia evansi
Kabulia evansi är en insektsart som beskrevs av Boris Petrovich Uvarov 1931. Kabulia evansi ingår i släktet Kabulia och familjen gräshoppor. Inga underarter finns listade i Catalogue of Life.